# 11520 Fromm
A 11520 Fromm (ideiglenes jelöléssel 1991 GE8) a Naprendszer kisbolygóövében található aszteroida. Eric Walter Elst fedezte fel 1991. április 8-án.
Nevét Erich Fromm (1900 – 1980) német filozófus, szociálpszichológus után kapta.